# Zealot. Иисус: биография фанатика
«Zealot. Иисус: биография фанатика» (англ.  Zealot: The Life and Times of Jesus of Nazareth) — научно-популярная книга ирано-американского писателя и учёного Резы Аслана, вышедшая в 2013 году. Представляет собой исторический очерк о жизни Иисуса Христоса с анализом различных религиозных взглядов на его фигуру, а также истории христианства. Книга стала бестселлером The New York Times. В ней автор утверждает, что Иисус — политизированный, мятежный, эсхатологический еврей, чьё провозглашение грядущего Царства Божьего было призывом к смене режима с целью положить конец римской гегемонии над Иудеей и коррумпированному и репрессивному аристократическому священству.

## Критика
Дейл Мартин, профессор религиоведения Вулсейского факультета Йельского университета, специализирующийся на Новом Завете и христианской истории, в своей рецензии для The New York Times пишет, что, хотя Аслан не исследователь древнего христианства и не преподносит «инновационную или оригинальную идею», книга является занимательным и «глубоким изложением одного из правдоподобных портретов жизни Иисуса из Назарета». Вместе с тем Мартин критикует Аслана за слишком упрощённое трактование раннего христианства. По словам Мартина, оно повторяет теорию, которая появилась в Германии в XIX веке и сейчас в основном отвергается. Он также указывает, что недавние исследования опровергли мнение Аслана, согласно которому для такого человека, как Иисус, в то время и в том месте было бы неправдоподобно не состоять в браке и именоваться «божественным Мессией». Несмотря на критику, Мартин хвалит книгу за хороший темп повествования, простые объяснения сложных вопросов и обширный список примечаний и источников.

В статье The Nation Элизабет Кастелли, профессор религии Энн Уитни Олин в Барнард-колледже и специалистка по библейским исследованиям и раннему христианству, утверждает, что Аслан в значительной степени игнорирует результаты исследований Нового Завета и слишком сильно полагается на тексты таких авторов, как Иосиф, принимая их более или менее за чистую монету (что не сделал бы ни один специалист по тому периоду). В заключении она пишет: 
 Zealot — это культурный продукт определённого исторического момента: ремикс существующей науки, семплированной и пересобранной для создания культурно значимой интервенции в мир начала XXI века, где религия, насилие и политика переплетаются сложным образом. В этом смысле книга является просто ещё одним примером в длинной череде усилий богословов, историков и других заинтересованных деятелей культуры. 
Крейг Эванс, евангельский учёный и профессор Нового Завета в Acadia Divinity College, написал в Christianity Today, что Аслан допустил много ошибок в географии, истории и интерпретации Нового Завета. Эванс указывает, что автор «опирается на устаревший и дискредитированный тезис», не использует актуальные данные исторической науки и «изобилует сомнительными утверждениями».
В обзоре USA Today профессор религии в Бостонском университете Стивен Протеро сказал, что на работу, возможно, повлиял взгляд Аслана как мусульманина, так как, с точки зрения Протеро, описание Иисуса в Zealot больше похоже на провальную версию пророка Мухаммеда, чем на то, как он описан в Библии. Тем не менее Протеро согласился с тем, что биографии Иисуса со ссылкой на альтернативные источники часто противоречивы, поскольку «вне Библии недостаточно исторических свидетельств для того, чтобы написать современную биографию Иисуса». Декан Школы религии в Университете Белмонта Даррелл Гуолтни согласился с этим комментарием и добавил: «Даже люди, которые присутствовали в жизни Иисуса, не могли решить, кем он был… А ведь они были очевидцами».
Обзор в ABC Online австралийского историка Джона Диксона поставил под сомнение компетенцию Аслана в этой области. Диксон заявил, что «Аслан не опубликовал ни одной прошедшей рецензирование статьи», и что «грандиозные заявления Аслана и его ограниченное знание истории бросаются в глаза почти на каждой странице». Отвечая на вопросы слушателей после лекции 2014 года в Колледже Дикинсона на тему «Иисус и историк», Барт Д. Эрман, заслуженный профессор религиоведения в Университете Северной Каролины в Чапел-Хилл, также раскритиковал Резу Аслана за отсутствие экспертных знаний. Эрман отметил, что Аслан не имеет учёных степеней ни по исследованию Нового Завета, ни по истории христианства, только в области социологии религии. По его словам, «Он [Аслан] настолько же квалифицирован, чтобы писать о Новом Завете, насколько я квалифицирован, чтобы писать о социологии религии — могу вас заверить, вы не хотите, чтобы я писал книгу по социологии религии. Его книга полна ошибок и неточностей … о римской истории, о Новом Завете, об истории раннего христианства». Эрман также заявил, что, хотя сам автор этого не признаёт и даже может об этом не знать, его основной аргумент фактически восходит к 1770-м годам и впервые был представлен в книге, написанной Германом Самуэлем Реймарусом, одним из самых ранних исследователей Библии нового времени. Памятуя о том, что Аслан является профессором творческого письма, Эрман подчеркнул, что книга написана хорошо, но, по его мнению, не заслуживает доверия как историческое исследование.